# Natación en los XX Juegos Centroamericanos y del Caribe
Se detallan los resultados de las competiciones deportivas de Natación en los XX Juegos Centroamericanos y del Caribe.

## Resultados

### Hombres
| Evento              | Oro                                                                    | Oro      | Plata                                                                           | Plata    | Bronce                                                                                            | Bronce   |
| ------------------- | ---------------------------------------------------------------------- | -------- | ------------------------------------------------------------------------------- | -------- | ------------------------------------------------------------------------------------------------- | -------- |
| 50 m Libre          | George Bovell Trinidad y Tobago                                        | 22.67    | Albert Subirats · Venezuela                                                     | 22.92    | Ricardo Busquets Puerto Rico                                                                      | 23.01    |
| 100 m Libre         | Albert Subirats · Venezuela                                            | 49.55    | Shaune Fraser Islas Caimán                                                      | 50.02    | George Bovell Trinidad y Tobago                                                                   | 50.19    |
| 200 m Libre         | Shaune Fraser Islas Caimán                                             | 1:49.84  | Iván López · México                                                             | 1:51.16  | George Bovell Trinidad y Tobago                                                                   | 1:52.03  |
| 400 m Libre         | Iván López · México                                                    | 3:57.21  | Ricardo Monasterio · Venezuela                                                  | 3:57.71  | Erwin Maldonado · Venezuela                                                                       | 3:57.85  |
| 800 m Libre         | Iván López · México                                                    | 8:07.30  | Ricardo Monasterio · Venezuela                                                  | 8:11.58  | Erwin Maldonado · Venezuela                                                                       | 8:21.66  |
| 1500 m Libre        | Ricardo Monasterio · Venezuela                                         | 15:38.99 | Iván López · México                                                             | 15:39.80 | Erwin Maldonado · Venezuela                                                                       | 15:56.55 |
|                     |                                                                        |          |                                                                                 |          |                                                                                                   |          |
| 50 m Espalda        | Nicholas Neckles Barbados                                              | 26.44    | Omar Pinzón · Colombia                                                          | 26.74    | Nicholas Bovell Trinidad y Tobago                                                                 | 26.82    |
| 100 m Espalda       | Nicholas Neckles Barbados                                              | 56.57    | Omar Pinzón · Colombia                                                          | 57.70    | Nicholas Bovell Trinidad y Tobago                                                                 | 58.00    |
| 200 m Espalda       | Nicholas Neckles Barbados                                              | 2:00.8   | Omar Pinzón · Colombia                                                          | 2:03.60  | David Rodríguez · Cuba                                                                            | 2:05.37  |
|                     |                                                                        |          |                                                                                 |          |                                                                                                   |          |
| 50 m Pecho          | Alfredo Jacobo · México                                                | 28.85    | Arsenio López Puerto Rico                                                       | 29.00    | Edgar Crespo · Panamá                                                                             | 29.11    |
| 100 m Pecho         | Alfredo Jacobo · México                                                | 1:03.62  | Bradley Ally Barbados                                                           | 1:04.50  | Andrei Cross Barbados                                                                             | 1:05.33  |
| 200 m Pecho         | Bradley Ally Barbados                                                  | 2:19.28  | Alfredo Jacobo · México                                                         | 2:19.82  | Alejandro Jacobo · México                                                                         | 2:21.33  |
|                     |                                                                        |          |                                                                                 |          |                                                                                                   |          |
| 50 m Mariposa       | Albert Subirats · Venezuela                                            | 24.09    | Octavio Alesi · Venezuela                                                       | 24.38    | Ricardo Busquets · Puerto Rico · Manuel Sotomayor · México                                        | 24.69    |
| 100 m Mariposa      | Albert Subirats · Venezuela                                            | 52.39    | Pablo Marmolejo · México                                                        | 54.63    | Jeremy Knowles Bahamas                                                                            | 54.70    |
| 200 m Mariposa      | Juan Veloz · México                                                    | 1:58.75  | Jeremy Knowles Bahamas                                                          | 2:00.37  | Julio Galofre · Colombia                                                                          | 2:02.13  |
|                     |                                                                        |          |                                                                                 |          |                                                                                                   |          |
| 200 m Combinado     | Bradley Ally Barbados                                                  | 2:02.98  | Jeremy Knowles Bahamas Shaune Fraser Islas Caimán                               | 2:04.51  |                                                                                                   |          |
| 400 m Combinado     | Bradley Ally Barbados                                                  | 4:22.86  | Jeremy Knowles Bahamas                                                          | 4:23.83  | Raúl López Juárez · México                                                                        | 4:34.27  |
|                     |                                                                        |          |                                                                                 |          |                                                                                                   |          |
| 4 × 100 m Libre     | Venezuela · Albert Subirats · Crox Acuña · Octavio Alesi · Luis Rojas  | 3:22.58  | México · Manuel Sotomayor · Juan Yeh · Alejandro Siqueiros · Iván López         | 3:25.85  | Puerto Rico Raúl Martínez Colomer Arsenio López Douglas Lennox-Silva Ricardo Busquets             | 3:27.76  |
| 4 × 200 m Libre     | México · Juan Yeh · Alejandro Siqueiros · Juan Veloz · Iván López      | 7:32.40  | Venezuela · Ricardo Monasterio · Crox Acuña · Erwin Maldonado · Albert Subirats | 7:35.74  | Colombia · Carlos Vivero Marriaga · Julio Galofre Montes · Omar Pinzón · Sebastián Arango Herrera | 7:46.06  |
| 4 × 100 m Combinado | Venezuela · Albert Subirats · Rohan Pinto · Octavio Alesi · Luis Rojas | 3:45.98  | México · José Bayata · Alfredo Jacobo · Pablo Marmolejo · Juan Yeh              | 3:46.12  | Puerto Rico Raúl Martínez Colomer Arsenio Lopéz Douglas Lennox-Silva Ricardo Busquets             | 3:48.95  |

### Mujeres
| Evento              | Oro                                                                                    | Oro      | Plata                                                                                  | Plata    | Bronce                                                                              | Bronce   |
| ------------------- | -------------------------------------------------------------------------------------- | -------- | -------------------------------------------------------------------------------------- | -------- | ----------------------------------------------------------------------------------- | -------- |
| 50 m Libre          | Vanessa García Puerto Rico                                                             | 25.29    | Arlene Semeco · Venezuela                                                              | 25.46    | Sharntelle McLean Trinidad y Tobago                                                 | 26.37    |
| 100 m Libre         | Vanessa García Puerto Rico                                                             | 55.80    | Claudia Poll · Costa Rica                                                              | 56.31    | Arlene Semeco · Venezuela                                                           | 57.01    |
| 200 m Libre         | Claudia Poll · Costa Rica                                                              | 2:00.19  | Erin Volcán · Venezuela                                                                | 2:03.92  | Pamela Benítez · El Salvador                                                        | 2:04.11  |
| 400 m Libre         | Claudia Poll · Costa Rica                                                              | 4:15.01  | Susana Escobar · México                                                                | 4:18.11  | Patricia Castañeda Miyamoto · México                                                | 4:20.63  |
| 800 m Libre         | Susana Escobar · México                                                                | 8:51.05  | Patricia Castañeda Miyamoto · México                                                   | 8:54.15  | Andreína Pinto · Venezuela                                                          | 9:00.36  |
| 1500 m Libre        | Patricia Castañeda Miyamoto · México                                                   | 17:03.47 | Susana Escobar · México                                                                | 17:14.83 | Golda Marcus · El Salvador                                                          | 17:31.70 |
|                     |                                                                                        |          |                                                                                        |          |                                                                                     |          |
| 50 m Espalda        | Fernanda González · México                                                             | 30.61    | Jeserick Pinto · Venezuela                                                             | 30.77    | Gisela Morales · Guatemala                                                          | 30.96    |
| 100 m Espalda       | Fernanda González · México                                                             | 1:04.28  | Gisela Morales · Guatemala                                                             | 1:04.62  | Carolina Colorado · Colombia                                                        | 1:05.54  |
| 200 m Espalda       | Erin Volcán · Venezuela                                                                | 2:16.65  | Gisela Morales · Guatemala                                                             | 2:16.92  | Lourdes Villaseñor · México                                                         | 2:17.93  |
|                     |                                                                                        |          |                                                                                        |          |                                                                                     |          |
| 50 m Pecho          | Alia Atkinson Jamaica                                                                  | 32.64    | Adriana Marmolejo · México                                                             | 33.92    | Daniela Victoria Sacco · Venezuela                                                  | 34.08    |
| 100 m Pecho         | Alia Atkinson Jamaica                                                                  | 1:12.24  | Adriana Marmolejo · México                                                             | 1:12:41  | Daniela Victoria Sacco · Venezuela                                                  | 1:14.70  |
| 200 m Pecho         | Adriana Marmolejo · México                                                             | 2:34.59  | Alia Atkinson Jamaica                                                                  | 2:38.31  | Daniela Victoria Sacco · Venezuela                                                  | 2:39.81  |
|                     |                                                                                        |          |                                                                                        |          |                                                                                     |          |
| 50 m Mariposa       | Alia Atkinson Jamaica                                                                  | 28.59    | Sharntelle McLean Trinidad y Tobago                                                    | 28.62    | Teresa Víctor López · México                                                        | 28.81    |
| 100 m Mariposa      | Teresa Víctor López · México                                                           | 1:02.46  | Alejandra Rodríguez · Venezuela                                                        | 1:03.59  | Alma Arciniega Castro · México                                                      | 1:03.63  |
| 200 m Mariposa      | Alma Arciniega Castro · México                                                         | 2:15.82  | Prisciliana Escobar · México                                                           | 2:17.86  | Andreína Pinto · Venezuela                                                          | 2:17.89  |
|                     |                                                                                        |          |                                                                                        |          |                                                                                     |          |
| 200 m Combinado     | Alia Atkinson Jamaica                                                                  | 2:21.69  | Susana Escobar · México                                                                | 2:21.87  | Erin Volcán · Venezuela                                                             | 2:22.11  |
| 400 m Combinado     | Susana Escobar · México                                                                | 4:57.49  | Silvia Pérez Sierra · Venezuela                                                        | 5:02.82  | Prisciliana Escobar · México                                                        | 5:05.53  |
|                     |                                                                                        |          |                                                                                        |          |                                                                                     |          |
| 4 × 100 m Libre     | Venezuela · Ximena Vilar · Diana López · Erin Volcán · Arlene Semeco                   | 3:52.40  | México · Mariana Alvarado · Carlina Moreno · Liliana Ibáñez · Alma Arciniega           | 3:53.46  | Bahamas Nikia Deveaux Ariel Weech Arianna Vanderpool-Wallace Alana Dillette         | 3:57.22  |
| 4 × 200 m Libre     | México · Mariana Alvarado · Patricia Castañeda · Alejandra Galán · Susana Escobar      | 8:27.41  | Venezuela · Yanel Pinto · Jennifer Márquez · Andreína Pinto · Erin Volcán              | 8:32.75  | El Salvador · Pamela Benítez · Ana Hernández Duarte · Ileana Murillo · Golda Marcus | 8:36.40  |
| 4 × 100 m Combinado | Venezuela · Erin Volcán · Daniela Victoria Sacco · Alejandra Rodríguez · Arlene Semeco | 4:17.51  | México · Fernanda González · Adriana Marmolejo · Teresa Victor López · Carolina Moreno | 4:18.07  | Puerto Rico Gretchen Gotay Betsmara Cruz Vanessa Martínez Vanessa García            | 4:26.17  |

El campeón de la especialidad Natación fue 

### Medallero
| Núm.  | País                         | Oro | Plata | Bronce | Total | Orden por Total |
| ----- | ---------------------------- | --- | ----- | ------ | ----- | --------------- |
| 1     | Bandera de México            | 15  | 15    | 8      | 38    | 1               |
| 2     | Bandera de Venezuela         | 9   | 11    | 10     | 30    | 2               |
| 3     | Bandera de Barbados          | 6   | 1     | 1      | 8     | 3               |
| 4     | Bandera de Jamaica           | 4   | 1     | 0      | 5     | 6               |
| 5     | Bandera de Puerto Rico       | 2   | 1     | 5      | 8     | 3               |
| 6     | Bandera de Costa Rica        | 2   | 1     | 0      | 3     | 7               |
| 7     | Bandera de Islas Caimán      | 1   | 2     | 0      | 3     | 7               |
| 7     | Bandera de Trinidad y Tobago | 0   | 1     | 5      | 7     | 4               |
| 7     | Bandera de Colombia          | 0   | 3     | 3      | 6     | 5               |
| 10    | Bandera de Bahamas           | 0   | 3     | 2      | 5     | 6               |
| 11    | Bandera de Guatemala         | 0   | 2     | 1      | 3     | 7               |
| 12    | Bandera de El Salvador       | 0   | 0     | 3      | 3     | 7               |
| 13    | Bandera de Cuba              | 0   | 0     | 1      | 1     | 8               |
| 13    | Bandera de Panamá            | 0   | 0     | 1      | 1     | 8               |
| TOTAL | TOTAL                        | 40  | 40    | 40     | 120   |                 |